# Tigres libres
Les Tigres Libres (arabe : نومور الحر | Noumour Al-Horr) également connus sous les noms de « Groupe Hannache » , « Tigres d'Hannache » ou « Lionceaux d'Hannache », étaient un groupe dissident dissident du Parti national-libéral issu de sa branche armée, la Milice des Tigres. À l'instar de la Brigade Marada, les Tigres d'Hannache étaient des chrétiens anciennement membres du Front libanais qui ont fait défection en ralliant la Syrie et ses alliés.

## Histoire
Les Tigres Libres se sont formés peu après la fusion forcée de la Milice des Tigres du Parti national-libéral dans les Forces Libanaises en juillet 1980. Défiant les ordres officiels de dissolution, environ 200 miliciens Tigres commandés par Elias El-Hannouche « Hannache » sont entrés dans la clandestinité pour mener une guérilla contre les FL, opérant dans les districts de Hadath et Ain El Remmaneh de Beyrouth-Est d'août à fin octobre 1980. Les Tigres Libres auraient été responsables de certaines attaques à la bombe et de guérilla dans Beyrouth-Est, y compris une embuscade avec des tirs de roquettes combinés et des tirs d'armes légères sur le cortège de l'ambassadeur américain en août de la même année (destinés à discréditer les FL), suivis le 10 novembre par deux explosions de voitures piégées dans le quartier d'Achrafieh qui ont fait 10 morts et 62 blessés.
Défaits après quatre jours de combats de rue malgré le soutien des troupes de l'armée libanaise envoyées à la demande du président du PNL, Camille Chamoun,, et forcés de quitter à la mi-novembre leurs derniers bastions d'Ain El Rammaneh par les FL, Hannache et un certain nombre de ses Tigres dissidents ont traversé la Ligne verte et se sont enfuis dans le secteur ouest de la capitale libanaise, contrôlé par des musulmans. Là, ils se sont placés sous la protection des services de renseignement palestiniens du Fatah avant de se déplacer vers la vallée de la Bekaa sous contrôle syrien.
Considéré comme étant devenue un agent du régime syrien, Hannache a déclenché la bataille de Zahleh en incitant délibérément les milices des FL défendant la ville gréco-catholique de Zahlé à s'engager dans une fusillade, afin que les troupes syriennes soient impliquées. Le 14 décembre 1980, Hannache et 50 miliciens des Tigres Libres ont pris d'assaut et se sont emparés de la banlieue Hoch el-Oumara de Zahlé, avant d'en être chassés par les unités locales des FL le lendemain, les Tigres Libres sont revenus à Zahlé le 20 décembre et ont réussi à s'emparer par la force des anciens bureaux du parti PNL, mais ils ont rencontré la résistance des FL et ont ensuite été contraints de se retirer de la ville le 22 décembre sous la protection de l'armée syrienne,. Les Tigres Libres semblaient être restés opérationnels jusqu'en 1981, même si on a très peu entendu parler d'eux par la suite.